# Værsgo
Værsgo är det första studioalbumet från Kim Larsen. Skivan kom ut redan 1973 och i med den stora succén skulle Vaersgo bli starten på Larsens framgångsrika solokarriär. Skivan valdes 2006 in i Danska historieboken.

## Lålista
1. Nanna
2. Hubertus
3. Joanna
4. Det er i dag et vejr
5. Byens hotel
6. Det rager mig en bønne
7. Blaffersangen
8. Sylvesters drøm
9. Hvis din far gi'r dig lov
10. Guleroden
11. Maria
12. Er du jol mon
13. Den rige og den fattige pige
14. De fjorten astronauter
15. På en gren i vort kvarter
16. Jacob den Glade
17. Christianshavns Kanal